# Miriam Lewin
Miriam Lewin (1957. november 27.) argentin televíziós és rádiós politikai és tényfeltáró újságíró. Az El Mundo nevű rádióadón a 2 en off című műsort vezette, a tévében pedig a Telenoche („Teleéj”), Telenoche investiga („Teleéj-nyomozás”) és Puntodoc című műsorok szerkesztője volt. Emellett a La primera de la fila („Első a sorban”) című gyerekkönyv szerzője.
Az 1970-es években a Montoneros nevű baloldali peronista szervezethez tartozott. A jobboldali katonai junták (1976–1983) alatt elrabolták és a hírhedt ESMÁ-ban (Escuela de Mecánica de la Armada) tartották fogva. A katonai diktatúra bukása után 1985-ben tanúskodott a vezetőik ellen indított perben.